# Осетров, Николай Алексеевич
Николай Алексеевич Осетров (1905—1992) — сотрудник советских органов государственной безопасности, начальник ряда отделов и управлений контрразведки СМЕРШ ряда военных округов и фронтов, генерал-лейтенант (1944).

## Биография
Родился в семье лесообъездчика, русский.
В 1918 году окончил 2 класса ремесленно-воспитательного училища Иркутска. С августа 1920 — ученик-жестянщик депо станции Инокентьевская в Иркутской губернии. С мая 1921 года — ученик-шофёр автомастерской 5-й армии в Иркутске, с августа 1921 — молотобоец конторы Черемховского угольного комбината в Иркутске. С февраля 1922 года находился без работы. С февраля 1923 — квартальный исполнитель коммунального отдела Иркутского губисполкома, с июля 1923 — помощник шофёра Иркутского губвоенкомата. С 1924 года — кровельщик строительной конторы «Госстрой» в Чите.
В РККА с августа 1925. Член ВКП(б) с ноября 1926 года. Окончил Томскую артиллерийскую школу в сентябре 1929. Затем находился на командных должностях в частях Приволжского Военного округа: командовал взводом 93-го стрелкового Донского полка 31-й стрелковой дивизии, с октября 1931 командовал батареей 157-го стрелкового полка 53-й стрелковой дивизии. С декабря 1933 слушатель Артиллерийской академии им. Ф. Э. Дзержинского в Ленинграде (с 1938 в Москве). В феврале 1939 направлен на работу в НКВД.
В органах госбезопасности с 1939, занимал должности:
- Начальник ОО ГУГБ НКВД по Киевскому ВО (4 февраля — 7 сентября 1939 г.);
- Заместитель начальника 4-го отдела (особый отдел) ГУГБ НКВД СССР — начальник Следственной части (7 сентября 1939 г. — февраль 1941 г.);
- Заместитель начальника 3-го Управления НКО СССР — начальник Следственной части (февраль — 17 июля 1941 г.);
- Заместитель начальника Управления Особых отделов НКВД СССР (22 августа 1941 — 29 апреля 1943 г.);
- Начальник УКР СМЕРШ по Воронежскому фронту (с 17 ноября 1943 г. — по 1-му Украинскому фронту) (апрель 1943 — июль 1945 г.);
- Начальник ОКР СМЕРШ по Киевскому ВО (22 июля 1945 — май 1946 г.);
- Начальник УКР МГБ по Киевскому ВО (май 1946 — 17 мая 1948 г.).

С 1948 работал в советском атомном проекте: уполномоченный СМ СССР при лаборатории № 3 ПГУ при СМ СССР (Теплотехническая лаборатория АН СССР) (20 апреля 1948 — 20 марта 1953). После смерти И. В. Сталина вернулся на работу в объединённое МВД СССР:
- И. о. заместителя начальника Следственной части по особо важным делам МВД СССР (15 марта — 22 апреля 1953);
- Начальник УКР МВД по Московскому ВО (27 апреля — 18 июля 1953 г.);
- В распоряжении Управления кадров МВД СССР (18 июля — сентябрь 1953 г.);
- В резерве МВД — КГБ (сентябрь 1953 — май 1954 г.);
- Заместитель начальника УКГБ по Смоленской области (1 июня 1954 — 15 ноября 1955 г.).

Уволен из органов КГБ 15 ноября 1955 по служебному несоответствию.

## Звания
- Майор ГБ (4 февраля 1939);
- Старший майор ГБ (20 сентября 1941);
- Комиссар ГБ (14 февраля 1943);
- Генерал-майор (26 мая 1943)
- Генерал-лейтенант (25 сентября 1944).

## Награды
- 3 ордена Ленина (29 мая 1945 г., 24 ноября 1950 г., 8 декабря 1951 г.)
- 4 ордена Красного Знамени (22 февраля 1943 г., 7 января 1944 г., 29 мая 1944 г., 6 ноября 1945 г.)
- Орден Богдана Хмельницкого I степени (6 апреля 1945 г.)
- Орден Отечественной войны I степени (27 августа 1943 г.)
- 2 ордена Красной Звезды (26 апреля 1940, 3 ноября 1944 г.)
- нагрудный знак «Заслуженный работник НКВД» (19 декабря 1942 г.)
- 6 медалей